# Jezierna (gmina)
Jezierna – dawna gmina wiejska w powiecie zborowskim województwa tarnopolskiego II Rzeczypospolitej. Siedzibą gminy była Jezierna.
Gminę utworzono 1 sierpnia 1934 r. w ramach reformy na podstawie ustawy scaleniowej z dotychczasowej gminy wiejskiej Jezierna.
Po II wojnie światowej obszar gminy znalazł się w ZSRR.